# Guardal
Le Guardal ou espagnol : Río Guardal est une rivière espagnole, dans la communauté autonome d'Andalousie, affluent du Guadiana Menor, donc un sous-affluent du fleuve Guadalquivir.